# Mas Espolla
|  | No s'ha de confondre amb Mas d'Espolla. |

Mas Espolla és una obra de Celrà (Gironès) protegida com a bé cultural d'interès local.

## Descripció
Edifici de planta rectangular amb altres dependències annexes. Inicialment devia estar estructurat en tres crugies amb accés central. Posteriors modificacions i ampliacions han donat el conjunt actual.
El sostre de la planta baixa presenta voltes de canó rebaixades construïdes amb rajols a sardinell. Les parets portants són de pedra morterada, amb carreus ben tallats a les cantonades. Cal destacar la gran porta dovellada de l'accés principal i les tres finestres del primer pis. Una d'elles és gòtica amb arc conopial i ampit de pedra motllurada amb l'escut de la casa cisellat. També a la llinda hi ha ornaments típicament medievals. La finestra de sobre la porta és renaixentista, així com ho és l'excel·lent finestra cantonera, que presenta un guardapols amb petxines cisellades en els seus arrencaments.

## Història
La finestra cantonera duu la data de 1618, però el mas conté parts més antigues.
Actualment conserva la puresa formal inicial.